# Данијел Рикардо
Данијел Рикардо (енгл. Daniel Ricciardo; 1. јул 1989) аустралијски је аутомобилиста и возач формуле 1, који је тренутно возач за Visa Cash App RB F1 Team, али и резервни возач за Red Bull. Његово родно место је Перт. Италија је земља порекла његових родитеља.

## Каријера у формули 1
Сезоне 2011, 2012. и 2013. је провео наступајући за Торо Росо а од 2014. наступа за Ред Бул. Посебно се истакао у сезони 2014. у којој је његов тимски колега Себастијан Фетел забележио слабији резултат од њега. У поменутој сезони (2014), Данијел је забележио своје прве три победе у својој Ф1 каријери. Био је једини који је остварио победе у сезони 2014. а да није возио за Мерцедес. Ред Бул је остао његов тим и за сезону 2015. мада због непоуздане погонске јединице свог тима (Рено) бележи нешто скромније учинке у односу на сезону 2014.

## Потпуни попис резултата у Формули 1
(Легенда) (Трке које су подебљане означавају пол позицију, а трке које су искошене означавају најбтжи круг трке)
| Година | Тим             | Шасија          | Мотор                      | 1       | 2       | 3       | 4       | 5       | 6       | 7       | 8       | 9       | 10      | 11      | 12      | 13      | 14      | 15      | 16      | 17      | 18      | 19      | 20      | 21     | 22      | Поени | Вш   |
| ------ | --------------- | --------------- | -------------------------- | ------- | ------- | ------- | ------- | ------- | ------- | ------- | ------- | ------- | ------- | ------- | ------- | ------- | ------- | ------- | ------- | ------- | ------- | ------- | ------- | ------ | ------- | ----- | ---- |
| 2011.  | Торо Росо       | Торо Росо СТР6  | Ферари 056 2.4 В8          | АУС ТВ  | МАЛ ТВ  | КИН ТВ  | ТУР ТВ  | ШПА ТВ  | МОН ТВ  | КАН ТВ  | ЕВР ТВ  |         |         |         |         |         |         |         |         |         |         |         |         |        |         | 0     | 27.  |
| 2011.  | Хиспанија       | Хиспанија Ф111  | Косворт ЦA2011 2.4 В8      |         |         |         |         |         |         |         |         | ВБР 19. | НЕМ 19. | МАЂ 18. | БЕЛ Оду | ИТА НК  | СИН 19. | ЈАП 22. | КОР 19. | ИНД 18. | АБД Оду | БРА 20. |         |        |         | 0     | 27.  |
| 2012.  | Торо Росо       | Торо Росо СТР7  | Ферари 056 2.4 В8          | АУС 9.  | МАЛ 12. | КИН 17. | БАХ 15. | ШПА 13. | МОН Оду | КАН 14. | ЕВР 11. | ВБР 13. | НЕМ 13. | МАЂ 15. | БЕЛ 9.  | ИТА 12. | СИН 9.  | ЈАП 10. | КОР 9.  | ИНД 13. | АБД 10. | САД 12. | БРА 13. |        |         | 10    | 18.  |
| 2013.  | Торо Росо       | Торо Росо СТР8  | Ферари 056 2.4 В8          | АУС Оду | МАЛ Оду | КИН 7.  | БАХ 16. | ШПА 10. | МОН Оду | КАН 15. | ВБР 8.  | НЕМ 12. | МАЂ 13. | БЕЛ 10. | ИТА 7.  | СИН Оду | КОР 19. | ЈАП 13. | ИНД 10. | АБД 16. | САД 11. | БРА 10. |         |        |         | 20    | 14.  |
| 2014.  | Ред бул рејсинг | Ред бул РБ10    | Рено Енерџи Ф1-2014 1.6 В6 | АУС ДСК | МАЛ Оду | БАХ 4.  | КИН 4.  | ШПA 3.  | МОН 3.  | КАН 1.  | АУТ 8.  | ВБР 3.  | НЕМ 6.  | МАЂ 1.  | БЕЛ 1.  | ИТА 5.  | СИН 3.  | ЈАП 4.  | РУС 7.  | САД 3.  | БРА Оду | АБД 4.  |         |        |         | 238   | 3.   |
| 2015.  | Ред бул рејсинг | Ред бул РБ11    | Рено Енерџи Ф1-2015 1.6 В6 | АУС 6.  | МАЛ 10. | КИН 9.  | БАХ 6.  | ШПA 7.  | МОН 5.  | КАН     | АУТ     | ВБР     | МАЂ     | БЕЛ     | ИТА     | СИН     | ЈАП     | РУС     | САД     | МЕК     | БРА     | АБД     |         |        |         | 92    | 8.   |
| 2021.  | Макларен        | Макларен MCL35M | Мерцедес АМГ М12           | БАХ 7.  | ЕМИ 6.  | ПОР 9.  | ШПА 6.  | МОН 12. | АЗЕ 9.  | ФРА 6.  | ШТА 13. | АУТ 7.  | ВБР 5.  | МАЂ 11. | БЕЛ 4.  | ХОЛ 11. | ИТА 1.  | РУС 4.  | ТУР 13. | САД 5.  | МЕК 12. | БРА Оду | КАТ 12. | САУ 5. | АБУ 12. | 115   | 8.   |
| 2022.  | Макларен        | Макларен MCL36  | Мерцедес АМГ М13           | БАХ 14. | САУ Оду | АУС 6.  | ЕМИ 18. | МАЈ 13. | ШПА 12. | МОН 13. | АЗЕ 8.  | КАН 11. | ВБР 13. | АУТ 9.  | ФРА 9.  | МАЂ 15. | БЕЛ 15. | ХОЛ 17. | ИТА Оду | СИН 5.  | ЈАП     | САД     | МЕК     | БРА    | АБУ     | 29*   | 11.* |

* - Сезона у току.